# Glace noire
La glace noire est un mince film de glace transparente sans bulles d’air, presque invisible sur la chaussée ou ailleurs, qui provient de la condensation de vapeur d'eau, d'un redoux suivi de gel ou d'une pluie fine. Il s’agit donc d’une forme particulière de verglas et le terme est particulièrement utilisé au Québec dans le contexte de la circulation routière. Pour l’observateur, elle prend la couleur du matériau sous-jacent, ce qui la rend difficile à détecter et peut causer des chutes ou des accidents automobiles.

## Terminologie

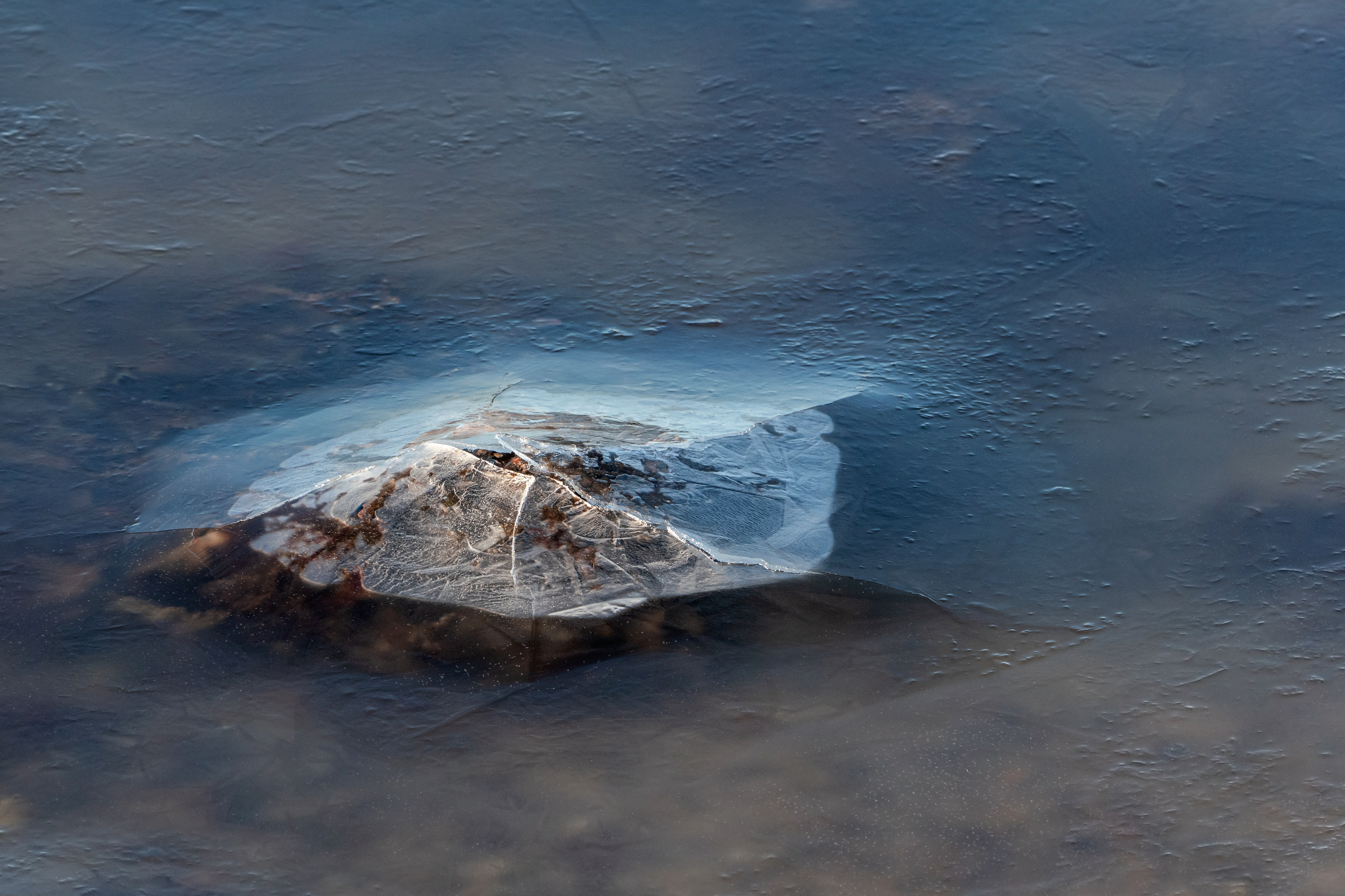
Glace noire brisée sur un petit rocher avec la marée descendante dans le Brofjorden en Suède. Janvier 2021.

Le terme de « glace noire » est, dans un contexte routier, surtout utilisé en Amérique du Nord ; en Europe, cette formation de glace est simplement appelée « verglas ».
Selon l'Office québécois de la langue française, le terme glace noire, dans le sens de glace routière, est apparu durant les années 1990 dans les médias et est probablement une traduction littérale de l’anglais black ice. L’Office ne peut rien reprocher à la formation correcte en français et de plus le terme s’employait déjà dans le vocabulaire de l’alpinisme en Europe en parlant de la glace qui recouvre les rochers. Le terme glace noire est donc plus précis, selon l’OQLF, que le générique verglas donné généralement comme équivalent de black ice dans les dictionnaires bilingues.
L’Organisation météorologique mondiale définit également la glace noire comme une glace mince qui se forme sur une étendue d’eau douce ou salée et dont la couleur apparaît sombre du fait de sa transparence. Finalement, c’est aussi un terme de marine désignant un givrage épais suffisamment lourd pour faire chavirer un petit navire, le résultat d’embruns verglaçants.

## Formation

### Routière

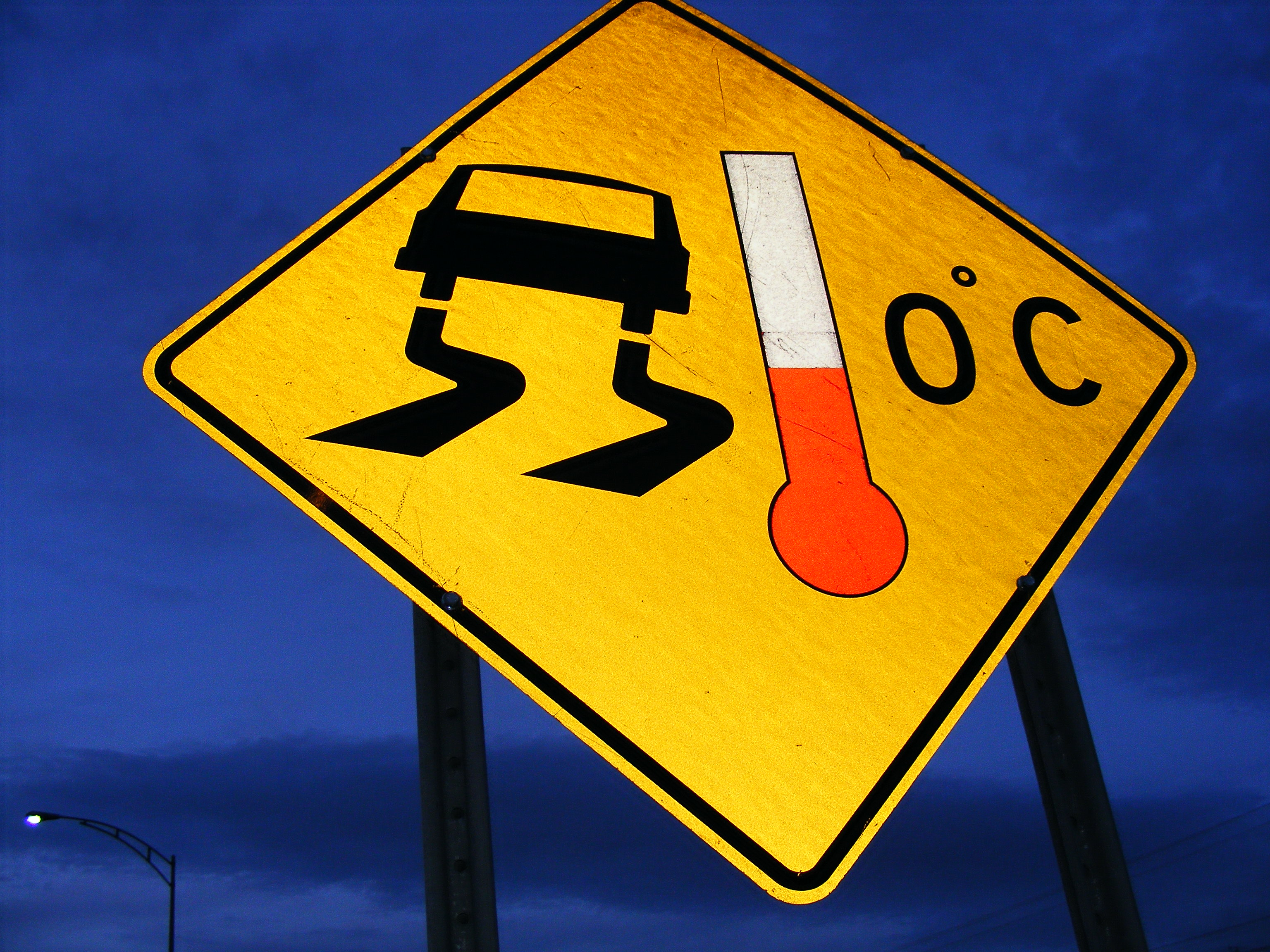
Panneau routier indiquant que la chaussée peut être glissante à cause d'une couche de glace noire en hiver.

Ce terme est surtout utilisé au Québec pour désigner une mince couche de verglas transparent sur la chaussée. Elle peut parfois se former lors de fine pluie ou bruine verglaçante. Cependant, le plus souvent la mince couche d’eau provient de faible pluie ou de la fonte de neige sur une route alors que la température est au-dessus de zéro Celsius et que par la suite la température descend rapidement sous le point de congélation.
La glace noire sur les routes peut provenir également de la déposition sur des structures de vapeur d'eau alors que la température de l’air est bien au-dessous de zéro Celsius. Elle peut provenir de l'évaporation à la surface de lacs ou de rivières non gelés, ou encore des gaz d'échappement sur une route passante. Les ponts sont particulièrement susceptibles à la formation de cette glace noire en hiver, parce que l'air circule en dessous et au-dessus du pont, refroidissant la structure et le pavé de façon accélérée.

### Étendue d'eau
La formation d'une mince couche de glace transparente sur une étendue d'eau se produit quand la température descend rapidement sous le point de congélation alors que le vent est très faible ou nul.

### Givrage en mer
La glace noire se forme sur un navire quand des vents forts soulèvent des embruns autour du navire et que la température de l'air est sous −3 à −5 °C. Les gouttelettes surfondues gèlent alors au contact sur le bâtiment.

## Dangers
Comme tout verglas, la glace noire est très dangereuse et peut causer la chute d’un piéton qui marche sur une plaque de cette glace. De la même façon, un automobiliste peut perdre le contrôle de son véhicule s’il effectue une manœuvre brusque. Dans les deux cas, c’est le caractère invisible de la glace noire qui cause le plus souvent les accidents car elle prend par surprise le piéton ou l’automobiliste. Ceux-ci ne peuvent pas adapter leur comportement ne pouvant la voir.
Pour prévenir ce genre d’incident, des stations météoroutières sont déployées dans plusieurs pays nordiques pour surveiller les conditions de températures et d'humidité de la chaussée. Les services publics vont épandre un abrasif sur la chaussée lorsque les services météorologiques prévoient un rapide gel des températures après un redoux ou sur les approches des ponts. Des panneaux vont également prévenir les automobilistes des zones de formation fréquente de glace noire.
Dans le cas du terme maritime, l'accumulation de glace peut alourdir le navire et le faire couler. Cette accumulation sur les hauts peut également déplacer vers le haut son centre de gravité et conduire à son chavirage.